# Авиловские курганы
Ави́ловские курга́ны — скопление курганных групп в 0,5—1 километре к западу от хутора Авилов Иловлинского района Волгоградской области на правом берегу реки Иловли. Общее количество курганов — около 70. Раскопки проводились в группах I и II в 1937 годах экспедицией Саратовского госуниверситета под руководством И. В. Синицына и в 1991—2001 годах экспедицией Волгоградского государственного университета под руководством И. В. Сергацкова. Всего было раскопано 45 курганов. В них исследованы погребения эпохи ранней (ямная культурно-историческая общность), средней (катакомбная и полтавкинская культурно-историческая общность), поздней (срубная культурно-историческая общность) бронзы (III—II тысячелетия до нашей эры). Среди находок — керамика, костяные и каменные изделия, бронзовые украшения. Исследована значительная серия захоронений савромато-сарматского времени, где были найдены предметы вооружения, местная и импортная глиняная посуда, украшения, орудия труда и т. д. В одном из погребений I века нашей эры найдены бронзовая италийская посуда и золотые украшения. Несколько курганов относились к эпохе раннего средневековья и Золотой Орды, в одном из таких погребений найдены золотые украшения.